# تپه چغازر دباغی
تپه چغازر دباغی مربوط به مس وسنگ - عصر مفرغ - دوره اشکانیان - سده‌های میانه دوران‌های تاریخی پس از اسلام است و در شهرستان کرمانشاه، بخش ماهیدشت، دهستان چغانرگس، ضلع شمالی روستای چغازر دباغی واقع شده و این اثر در تاریخ ۷ اسفند ۱۳۸۶ با شمارهٔ ثبت ۲۱۷۳۸ به‌عنوان یکی از آثار ملی ایران به ثبت رسیده است.